# The Pink Panther Theme
"The Pink Panther Theme" är en instrumental låt skriven av Henry Mancini som huvudtema till filmen Den rosa pantern 1963. Låten ledde till att filmen nominerades till en Oscar vid Oscarsgalan 1965. Den animerade figuren rosa pantern skapades av David DePatie och Friz Freleng för filmens öppningssekvens där låten spelas.
RCA Records släppte låten som en singel 1964. Den nådde topp tio på listan Hot Adult Contemporary Tracks och vann tre Grammy-utmärkelser. Singeln sålde guld (minst 500 000) exemplar i USA.
Låten spelas i öppningssekvenserna till alla Rosa pantern-filmerna förutom Skott i mörkret (1964) och Kommissarie Clouseau (1968).

## Användning i andra medier
- En variant av ”The Pink Panther Theme”, framförd av Hollywood Studio Orchestra, användes i filmen Charlies änglar - Utan hämningar (2003) som bakgrundsmusik på en strippklubb.
- Mellan 1976 och 1993 användes låten i TV-leken ”Safe Crackers” i den amerikanska showen The Price Is Right.
- I femte säsongen av Par i brott användes den i episoden ”Shirts and Skins”
- I filmen Isprinsessan används låten när rollfiguren Nikki åker konståkning.

## Andra versioner
I den sjätte Rosa Pantern-filmen, Rosa Panterns hämnd från 1978, är låten och större delen av filmmusiken omgjorda med influenser från 1970-talets diskotrend. Huvudtemat arrangerades om så att det inkluderade en mer dansant basgång, elpiano och gitarrsolo.
Allen Toussaints orkester framförde en variant av låten på albumet ”Sound of Movies: 20 Great Themes” 1988.
I filmen Rosa panterns son (1993) gjordes låten om och framfördes av Bobby McFerrin i öppningsscenen. Denna version är unik på så sätt att det är den enda versionen av låten som är framförd acapella.
Det japanska punkrock-bandet Hi-Standard spelade in en punk-cover av låten och hade den som ett gömt spår på albumet Angry Fist (1997).
La Pantera Mambo är det colombianska salsa-bandet La 33:s mest kända låt och är baserad på The Pink Panther Theme.
Christophe Beck omarrangerade musiken för 2006 års filmversion, Rosa pantern, liksom för dess efterföljare, Rosa pantern 2 (2009).
2007 spelade saxofonisten Dave Koz in en jazzversion av låten på albumet At the Movies.
Guns N' Roses-gitarristen Ron "Bumblefoot" Thal körde låten solo under en turné 2009/2010.